# Alter Weinbach
Der Alte Weinbach ist ein ca. 3 km langes Gewässer III. Ordnung in der Vorderpfalz. Er hat seinen Ursprung bei Deidesheim, fließt auf seiner ganzen Länge in der Verbandsgemeinde Deidesheim und mündet bei Meckenheim in die Marlach.

## Name
Einige Meter südlich des Alten Weinbachs verläuft parallel der Weinbach, der nur wenige Meter von der Mündung des Alten Weinbachs entfernt ebenfalls in die Marlach mündet. Die Bezeichnung „Alter Weinbach“ ist nicht überall gebräuchlich; bei OpenStreetMap heißt er „Alter Weinbachgraben“ und bei LANIS (siehe Einzelnachweise) einfach nur „Weinbach“ (Stand August 2019).

## Verlauf
Der Alte Weinbach hat seinen Ursprung östlich von Deidesheim im Flurstück „In der Leisengewann“, das einst zum Leysserschen Adelshof gehörte. Er fließt Richtung Osten, unterquert zunächst die Bundesstraße 271 und passiert danach die Gemarkungsgrenze zu Niederkirchen bei Deidesheim. Er fließt dann durch das Dorf, hier ändert er für einige Meter seine Richtung nach Süden; von dieser Richtungsänderung abgesehen fließt er stets ziemlich genau Richtung Osten. Der Alte Weinbach nimmt in diesem Bereich von rechts einen Zulauf auf, der aus Deidesheim heranfließt. Östlich von Niederkirchen überquert er die Gemarkungsgrenze zu Meckenheim, fließt dort unter der Landesstraße 528 hindurch und mündet nordwestlich der Bebauungsgrenze von links in die Marlach.

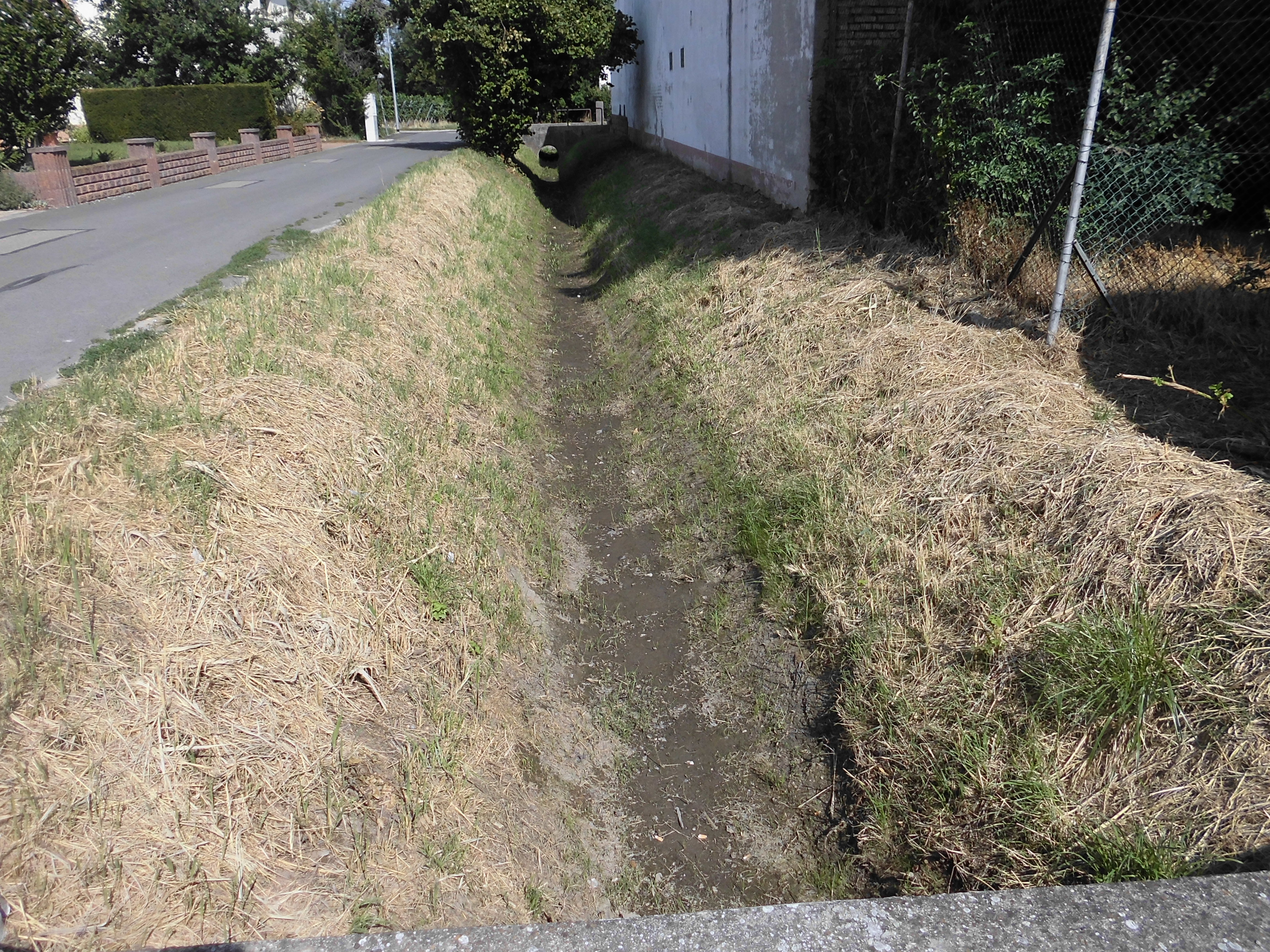
Alter Weinbach in Niederkirchen, das Bett ist nach Dürre und Hitze 2018 und 2019 ausgetrocknet.
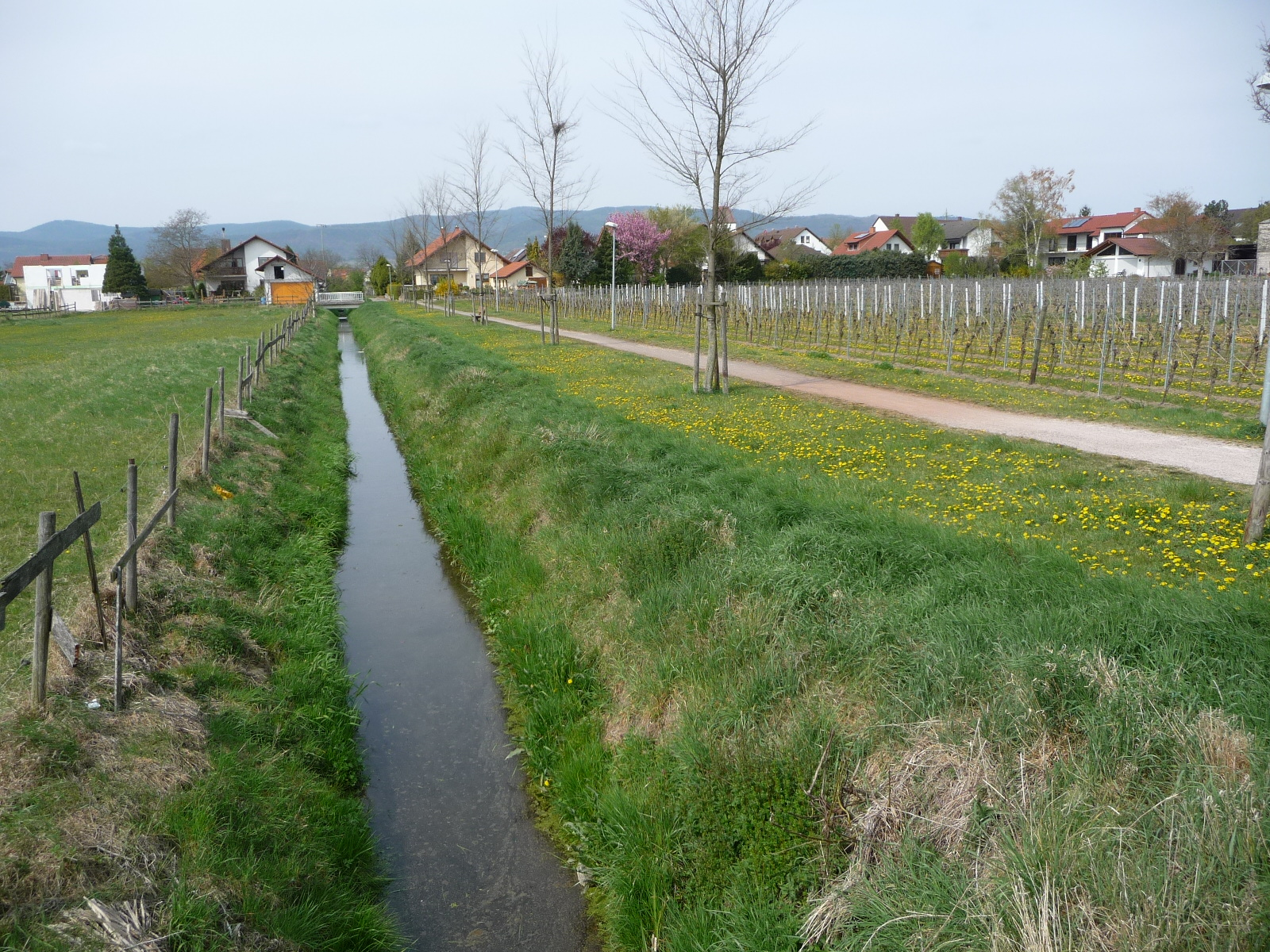
Östlich von Niederkirchen, auf Höhe des Sportgeländes